# Tatius Andronicus
Tatius Andronicus war ein spätantiker römischer Politiker des 4. Jahrhunderts.
Andronicus war Prätorianerpräfekt für den Osten und im Jahr 310 zusammen mit Pompeius Probus Konsul. Weder Maxentius in Italien noch Konstantin im Westen erkannten die Konsuln an.